# Стрептомицин
Стрептомицинът е аминоглюкозиден бактерициден антибиотик. Открит е като антимикробно средство за лечение на туберкулоза. Извлича се от актиномицета Streptomyces griseus. Поради своята ототоксичност, т.е. свойството му да унищожава клетките на слуховия нерв, стрептомицинът днес е забранен за употреба. Оглушаването след неговото използване е необратимо. Подобни ототоксични свойства има и антибиотикът гентамицин.